# 河北橐吾
河北橐吾（学名：Ligularia hopeiensis）为菊科橐吾属的植物，为中国的特有植物。分布于中国大陆的河北等地，目前尚未由人工引种栽培。